# Shin’ya Tsukamoto
Shin’ya Tsukamoto (jap. 塚本晋也 Tsukamoto Shin’ya; ur. 1 stycznia 1960 w Shibuya, Tokio) – japoński reżyser, scenarzysta, aktor, operator i producent filmowy.

## Kariera filmowa
Pełnometrażowy debiut Tsukamoto, Tetsuo: Człowiek z żelaza (1988), uznawany jest za pozycję kultową. Film, utrzymany w oryginalnej stylistyce, z miejsca przysporzył twórcy ogromnej popularności, nie tylko w ojczystej Japonii.
Kolejne obrazy utrzymane były w stylistyce horroru (Hiruko the Goblin), science-fiction (Bullet Ballet), częściej jednak nie dają się zaszufladkować, nawiązując jednak do japońskiej tradycji filmowej i filmów z gatunku monster movie czy pinku eiga.
Jak dotąd, najbardziej uznanym filmem Tsukamoto jest Czerwcowy wąż (2002), który zdobył dwie nagrody na 59. MFF w Wenecji.
Twórczość Tsukamoto często jest szokująca, przez dobór tematu i stylistykę. Zaskoczeniem był Vital (2004), w porównaniu z wcześniejszymi filmami tego reżysera raczej spokojny i kontemplacyjny.
W Japonii Tsukamoto jest również rozpoznawalnym aktorem. Pamiętany jest między innymi za role w reżyserowanych przez siebie filmach (Tetsuo, Bullet Ballet, Haze). Grał także w filmach zaprzyjaźnionego reżysera Takashiego Miike (Ichi the Killer, Dead or Alive 2: Birds) i w obrazie Teruo Ishii Blind Beast vs the Dwarf. Podkłada również głos do reklam telewizyjnych i użyczył głosu jednej z głównych postaci w zapowiadanej na 2008 roku grze na PlayStation 3 Metal Gear Solid 4.
Zasiadał w jury konkursu głównego na 54. (1997) i na 76. MFF w Wenecji (2019).

## Filmografia

### Reżyser
- 1974 Genshi-san (jap. 原始さん) nakręcony kamerą 8 mm
- 1974 Kyodai Gokiburi Monogatari (jap. 巨大ゴキブリ物語 Story of a Giant Cockroach)
- 1975 Tsubasa (jap. 翼 Wings)
- 1986 Fantom standardowego rozmiaru (jap. Futsu saizu no kaijin 普通サイズの怪人; The Phantom of Regular Size)
- 1987 Denchu Kozo no boken (jap. 電柱小僧の冒険 The Adventure of Denchu Kozo)
- 1989 Tetsuo: Człowiek z żelaza (jap. 鉄男　ＴＥＴＳＵＯ)
- 1990 Yokai Hanta - Hiruko (jap. ヒルコ　妖怪ハンター Hiruko the Goblin)
- 1992 Tetsuo II: Body Hammer (jap. 鉄男 II　ＢＯＤＹ　ＨＡＭＭＥＲ)
- 1995 Tokyo Fist (jap. ＴＯＫＹＯ　ＦＩＳＴ)
- 1998 Bullet Ballet (jap. BULLET BALLET　バレット・バレエ)
- 1999 Znamię (jap. Sōseiji 双生児-GEMINI-; Gemini)
- 2002 Czerwcowy wąż (jap. 六月の蛇 Rokugatsu no hebi; A Snake of June)
- 2004 Vital (jap. ヴィタール)
- 2005 Female (jap. フィーメイル Fīmeiru) nowela Tamamushi
- 2005 Haze
- 2006 Detektyw nocnych koszmarów (jap. 悪夢探偵 Nightmare Detective)
- 2008 Akumu tantei 2 (Nightmare Detective 2)
- 2009 Tetsuo: The Bullet Man
- 2011 Kotoko
- 2014 Nobi (Ognie w polu)
- 2018 Zan

### Aktor
- 1986 Futsu saizu no kaijin
- 1987 Denchu Kozo no boken
- 1989 Tetsuo: Człowiek z żelaza (jako Metals Fetishist)
- 1992 Tetsuo II: Body Hammer (jako Yatsu)
- 1994 Waga jinsei saiaku no toki Kaizo Hayashiego (jako Yamaguchi)
- 1994 119 Naoto Takenaki
- 1995 Harukana jidai no kaidan o Kaizo Hayashiego (jako Yamaguchi)
- 1995 Tokyo Fist (jako Tsuda Yoshiharu)
- 1996 Romansu
- 1997 Tokyo biyori (jako Maeda)
- 1998 Doggusu
- 1998 Sunday Drive reż. Hisashi Saito
- 1998 Bullet Ballet (jako Goda)
- 1999 Kanzen-naru shiiku reż. Ben Wada
- 2000 Oboreru hito reż. Naoki Ichio (jako Tokio)
- 2000 Nichiyobi wa owaranai reż. Yoichiro Takahashi
- 2000 Sakuya: yōkaiden reż. Tomoo Haraguchi (jako Czarodziej)
- 2000 Dead or Alive 2: Tōbōsha (jako Magician Higashino)
- 2001 Kuroe Gō Rijū (jako Eisuke)
- 2001 Rendan Naoto Takenaki (jako Yuuenchi no otoko)
- 2001 Mōjū tai Issunbōshi reż. Teruo Ishii (jako Kogorō Akechi)
- 2001 Ichi the Killer (Koroshiya 1) reż. Takashi Miike (jako Jijii)
- 2002 Travail reż. Kentarō Ōtani (jako Kazuya)
- 2002 Czerwcowy wąż (Rokugatsu no hebi) jako Iguchi
- 2004 Tracing Jake reż. Isshin Inudou
- 2004 Marebito reż. Takeshi Shimizu (jako Masuoka)
- 2004 Koi no mon reż. Suzuki Matsuo (jako Noro)
- 2005 Haze
- 2006 Detektyw nocnych koszmarów (jako 0)